# Khirbet al-Batrawy
Khirbet al-Batrawy è un sito archeologico della Giordania.
Individuato nel 2004, il sito è oggetto di ricerche dal 2005 da parte di una missione archeologica della Sapienza di Roma, diretta da Lorenzo Nigro.
Posta ai limiti del deserto, prova che già nel III millennio i popoli del Levante abitarono queste zone. La città venne distrutta nel 2300 a.C., con la conseguente caduta dei castelli vicini (cosiddetto domino collapse). Il sito costituisce un esempio di diffusione (attraverso contatti di scambio) della cultura mesopotamica della città anche al di fuori del bacino del Tigri-Eufrate e fra etnie indigene, diverse da quelle l'hanno originata. Gli scavi condotti hanno riportato alla luce le imponenti fortificazioni, con la porta del Bronzo Antico II, la tripla linea di mura del Bronzo Antico III, un tempio "Broad-Room" del Bronzo Antico II-III, e, da ultimo un palazzo con straordinari ritrovamenti: quattro asce di rame, 120 vasi interi, ed un antichissimo tornio da vasaio.

## Storia
Sulla collina di Batrawy, una rupe rocciosa oggi alla periferia nord della città di Zarqa in Giordania centro‐settentrionale, agli inizi del III millennio a.C. - nell'epoca dei Faraoni delle grandi piramidi - sorse un'antichissima città. Nel dicembre del 2004 una spedizione della Sapienza Università di Roma, durante una prospezione lungo l'alta valle dello Wadi az‐Zarqa, ne riconobbe la natura di insediamento umano (sulla superficie, irta di pietre e massi, si riconoscevano numerosi frammenti ceramici del Bronzo Antico, il III millennio a.C.). Dalla primavera 2005, con la collaborazione del Dipartimento delle Antichità della Giordania e il contributo del Ministero degli Affari Esteri italiano, sono iniziate campagne di scavo sistematiche nel sito che hanno immediatamente rivelato una città fortificata con straordinarie opere difensive, costituite inizialmente da un muro in pietra spesso 3,2 m, cui nei secoli si aggiunsero progressivamente torri e bastioni, e due ulteriori muraglioni sul versante nord, dove era localizzata la porta della città.
Le ricerche hanno consentito di definire le principali fasi di sviluppo dell'antica Batrawy, fondata agli inizi del III millennio a.C. come centro egemone dell'alta valle dello Zarqa, in posizione strategica a controllo del guado attraverso questo fiume, il più lungo affluente del Giordano, ma anche il fiume più orientale della Terra santa, il primo corso d'acqua raggiunto da chi attraversava il deserto siro‐arabico. Proprio la presenza di una città ai margini del deserto ha aperto nuove prospettive circa la frequentazione e l'insediamento di queste remote regioni in un'epoca così antica, prima dell'addomesticamento del dromedario.

## Ritrovamenti
Nelle precedenti campagne (2005‐2009) a Khirbet al‐Batrawy sono state identificate le mura urbiche del Bronzo Antico II‐II (2900‐2300 a.C.), la porta urbica, il Tempio sulla terrazza orientale e una serie di abitazioni e edifici pubblici all'interno della città, che fu distrutta da un violento incendio intorno al 2300 a.C. Durante la VI campagna (2010) un grande edificio, rivelatosi il palazzo reale della città del Bronzo Antico IIIB (2500‐2300 a.C.), è stato portato alla luce. Al suo interno è stato scoperto un ampio magazzino (7,5 x 4,9 m), contenente almeno 20 grandi pithoi e giare da conservazione con semi carbonizzati e un totale di circa 120 vasi interi e oggetti di lusso, trovati sepolti in uno strato di crollo con lenti cinerose, carboni, mattoni crudi spezzati e carbonizzati, spesso più di 1,2 m. L'assoluta straordinarietà dei ritrovamenti effettuati nel magazzino del palazzo della città ha impiegato l'intera missione nello scavo di questo grande ambiente che ha restituito innumerevoli reperti di grandissimo valore e antichità e campioni paleobotanici, fondamentali per lo studio della vita quotidiana nel sito e della sua cronologia attraverso le analisi C14.
I muri dell'ambiente, spessi 0,8‐0,9 m, avevano conservato all'interno l'intonaco color avorio, anch'esso con forti tracce dell'incendio che pose fine alla città del Bronzo Antico III intorno al 2300 a.C., mentre il pavimento era in parte costituito da battuti di marna calcarea, in parte dall'affioramento del banco roccioso della rupe. Addossati ai muri del vano erano, su due file, i grandi contenitori ceramici per liquidi e granaglie, con attorno accatastati altri vasi di diversa forma e dimensione per un totale complessivo di più di 120 esemplari interi. Tra questi: giare metalliche con la caratteristica decorazione pettinata detta "patterncombed", brocche in ceramica rossa ingubbiata e lustrata, brocchette in ceramica nera lustrata, coppette e altri vasi miniaturistici, evidentemente parte di un corredo da mensa. Mentre i pithoi allineati lungo le pareti del magazzino contenevano derrate alimentari (grano e orzo carbonizzati e, in un caso, ocra rossa), i vasi di minori dimensioni erano stati posti ai piedi degli stessi, finendo per esserne schiacciati al momento della conflagrazione che interruppe la vita della florida città. Nel settore centrale del magazzino sono stati rinvenuti i reperti più pregiati: una grande coppa globulare biansata su alto piede scanalato in ceramica rossa lustrata, molto probabilmente un vaso cerimoniale del servizio reale, ispirato a prototipi metallici.
Dallo stesso settore dell'ambiente a pilastri provengono degli ossi animali lavorati, tra i quali una sorta di pugnale cerimoniale di piccole dimensioni, a testimonianza dell'esistenza e della tesaurizzazione nel magazzino di oggetti di lusso anche di minute dimensioni. Uno dei rinvenimenti più rari effettuati nel magazzino è un tornio da vasaio, costituito da una base il calcare e due dischi in basalto. Il disco superiore, o volano, è finemente lavorato con un diametro di 28 cm; esso ruotava su un cilindro di minor diametro a sua volta fissato sul blocco di calcare fine che serviva da base. Il ritrovamento di questo strumento in un contesto palatino suscita grande interesse, poiché è proprio nel Bronzo Antico III che nel Levante si nota una progressiva standardizzazione della produzione ceramica con l'uso più frequente della ruota; una trasformazione nella realizzazione della ceramica che fu probabilmente causata dalla diretta gestione palatina della produzione dei vasi. Questa ipotesi, avanzata nel coevo sito di Khirbet Yarmouk, sembra trovare a Batrawy, in un'area apparentemente periferica del Levante, un'inattesa ma convincente conferma.

### Le asce di rame
Il ritrovamento più significativo è stato fatto sempre nel settore centrale del vano, a breve distanza da dove era stato collocato il vaso cerimoniale. In una cachette nel pavimento roccioso erano state deposte quattro asce di rame. Sinora, da tutta la Palestina e la Giordania dello stesso periodo, si conoscevano solamente altri cinque esemplari di asce in rame, e, complessivamente, poco più di una diecina di oggetti dello stesso metallo. Inoltre, una spedizione dell'Università di San Diego (California) ha identificato da pochi anni le miniere di rame nello Wadi Feinan (a sud del Mar Morto, lungo la Valle della ‘Arabah, a Khirbat Hamra Ifdan), dove il minerale veniva estratto e pre‐lavorato, per poi essere commerciato verso il nord; la scoperta del magazzino del palazzo di Batrawy offre, quindi, la straordinaria opportunità di verificare questa ipotesi.